# Герхард Физелер
Герхард Физелер (на немски: Gerhard Fieseler) е немски военен пилот от Първата световна война, авиоконструктор и шампион по аеробатика.

## Биография
Герхард Физелер е роден на 15 април 1896 г. в Бергхайм, в семейството на печатар. През 1915 г. се присъединява към ВВС на Германия и въпреки че катастрофира със самолета си по време на обучението си, през 1916 година е зачислен като наблюдаващ пилот на модели FAA 243 и FAA 41. През 1917 г. се класира за боен пилот и е изпратен на Македонския фронт. Включва се в частта „Jasta 25“, дислоцирана край Канатларци, и лети на самолет „Roland D.II“, с който постига 19 официални въздушни победи:
| Въздушни победи на Герхард Физелер | Въздушни победи на Герхард Физелер | Въздушни победи на Герхард Физелер | Въздушни победи на Герхард Физелер  |
| Поредна победа                     | Дата                               | Противников самолет                | Място                               |
| ---------------------------------- | ---------------------------------- | ---------------------------------- | ----------------------------------- |
| 1                                  | 20 август 1917                     | Nieuport 17 (3743)                 | Южно от Прилеп (Prilip)             |
| незачетена                         | 9 септември 1917                   | Nieuport Scout                     | Поградец (Pogradec)                 |
| 2                                  | 30 януари 1918                     | Nieuport 17                        | Южно от Могила (Moglia)             |
| 3                                  | 5 април 1918                       | Nieuport 24 (4047)                 | Северозападно от Чанище (Caniste)   |
| 4                                  | 20 юни 1918                        | SPAD                               | Маково (Makova)                     |
| 5                                  | 5 юли 1918                         | Nieuport 24                        | Югоизточно от Прилеп (Prilip)       |
| 6                                  | 24 юли 1918                        | Nieuport Scout                     | Южно от Добро поле (Dobro-Polje)    |
| 7                                  | 25 юли 1918                        | Nieuport Scout                     | Градешница (Gradesnica)             |
| 8                                  | 28 юли 1918                        | Bréguet 14                         | Канатларци (Kanatlarci)             |
| 9                                  | 4 август 1918                      | Nieuport Scout                     | Източно от Витолище (Vitole)        |
| 10                                 | 5 август 1918                      | Nieuport Scout                     | Градешница (Gradesnica)             |
| 11                                 | 11 август 1918                     | Nieuport Scout                     | Североизточно от Воден (Vodena)     |
| 12                                 | 16 август 1918                     | AR2                                | Северно от Негочани (Negocani)      |
| 13                                 | 23 август 1918                     | SPAD 2                             | Източно от Витолище (Vitole)        |
| 14                                 | 4 септември 1918                   | Bréguet или SPAD 2                 | Будимирци (Budmirtsa)               |
| незачетена                         | 9 септември 1918                   | Nieuport                           | Охрид (Orchida)                     |
| 15                                 | 13 септември 1918                  | Nieuport                           | Източно от Витолище (Vitole)        |
| 16                                 | 15 септември 1918                  | Nieuport                           | Дедебалци (Debedesa)                |
| 17                                 | 18 септември 1918                  | SPAD                               | Източно от Църна река (Cerna-Rajks) |
| 18                                 | 19 септември 1918                  | Nieuport                           | Битоля (Monastir)                   |
| 19                                 | 20 септември 1918                  | Bréguet или Nieuport               | Трояци (Trojviarci)                 |

До октомври 1918 година е германският ас с най-много победи на Източния фронт преживял войната. Награден е със Златен военен кръст за заслуги и с Железен кръст, първа и втора степен, както и с български орден „За храброст“.
След войната се занимава с авиошоу участия и конструиране на самолети. През 1934 година печели Световния шампионат по Аеробатика в Париж. Към 1935 година е член на НСДАП и печели поръчка на Луфтвафе със самолета си Fieseler Fi 156. След Втората световна война прекарва известно време под арест, след което отново се занимава със самолетостроене и издава автобиографията си „Meine Bahn am Himmel“ (Пътят ми към небето).
Герхард Физелер умира на 1 септември 1987 година в Касел. Неговото име носи фигура от Аеробатиката.